# Odostomia lukisi
Odostomia lukisi är en snäckart som först beskrevs av John Gwyn Jeffreys 1858.  Odostomia lukisi ingår i släktet Odostomia, och familjen Pyramidellidae. Arten är reproducerande i Sverige.